# Super Lemonade Factory
Super Lemonade Factory es un videojuego de plataformas y puzles desarrollado por Initials Command.

## Jugabilidad
Super Lemonade Factory es un juego de plataformas y puzles donde los jugadores asumen el papel de dos personajes jugables después de la Segunda Guerra Mundial, Andre y Liselot. El padre de Andre le ofrece su fábrica de gaseosas a su hijo luego de que él y su esposa, Liselot, hacen un tour de toda la fábrica. Liselot puede realizar un doble salto, empujar cajas y hablar con otros personajes; Andre puede romper cajas más grandes y cargar a Liselot. El jugador deberá jugar como ambos personajes para terminar los niveles. Un editor de niveles basado en el Ogmo Editor fue incluido en las versiones de escritorio.

## Desarrollo y lanzamiento
El juego fue anunciado originalmente para iOS el 1 de marzo de 2012; y fue lanzado el 14 de marzo del mismo año. El 9 de julio de 2012, el juego fue lanzado para Microsoft Windows y Mac OS X por medio de IndieVania. Fue lanzado para Steam el 9 de julio de 2014 luego de ser aprobado exitosamente por la comunidad. El juego fue lanzado para Ouya el 29 de noviembre de 2013.

## Recepción
Super Lemonade Factory recibió reseñas mixtas de acuerdo con el sitio web agregador de reseñas Metacritic.
AppSpy, TouchArcade y 148Apps lo calificaron con un 4/5. Slide to Play le dio un 3/4.
Pocket Gamer lo calificó 3,5/5. Gamezebo lo calificó con un 3/5.

## Legado
Una secuela, Super Lemonade Factory Part Two, fue lanzada para iOS el 12 de noviembre de 2013; y para Microsoft Windows, OS X y Ouya el 17 de mayo de 2014. Un demake gratuito titulado Super Lemonade Factory 1989 fue lanzado para Microsoft Windows y Ouya en 2014.
El 27 de julio de 2012, Shane Brouwer subió el código fuente a las versiones iOS y AIR del juego bajo la licencia MIT (la misma licencia que Flixel) a GitHub. Los recursos están incluidos en los repositorios, pero no se encuentran bajo una licencia gratuita. El juego fue lanzado como freeware en itch.io el 2 de febrero de 2021. Todo el repositorio del código fuente (código fuente y elementos artísticos) de la versión de Ouya fue lanzado bajo una licencia GPL-3.0-only en GitHub el 4 de febrero de 2021 para apoyar los esfuerzos por la preservación de los juegos de Ouya.